# خانه جنب حمام کهیار
بقایای خانه جنب حمام کهیار مربوط به سده‌های متاخر دوران‌های تاریخی پس از اسلام است و در شهرستان کهگیلویه، بخش مرکزی، شهر دهدشتت، بافت تاریخی، شرق حمام کهیار واقع شده و این اثر در تاریخ ۷ خرداد ۱۳۸۷ با شمارهٔ ثبت ۲۲۹۸۱ به‌عنوان یکی از آثار ملی ایران به ثبت رسیده است.